# 石巻康保
石巻 康保（いしまき やすもり）は、戦国時代から安土桃山時代にかけての武将。後北条氏の家臣。

## 生涯
石巻氏は北条早雲の時代から後北条氏に仕える最古参の家柄の一つである。康保は山角康定、垪和康忠らと同じく、主君である北条氏康から「康」の字を授かった重臣の1人である。
永禄2年（1559年）の『小田原衆所領役帳』が史料上の初見である。
事情は不明であるが、兄の康雄が板部岡氏を相続したため、永禄11年（1568年）6月から永禄12年（1569年）6月までの間に家督を相続し、評定衆、御馬廻衆寄親、相模西郡郡代の役割を引き継いだ。
また、野庭（横浜市港南区野庭）の領主として玉繩城の支砦・野庭関城に入城し、城主を務めた。
第2次・第3次小田原防衛戦に参戦し、小田原城内の井細田口を守備したとされている。
天正7年（1579年）頃に死去したと推測される。家督は弟・康敬が継承した。